# Il giardino delle delizie (film 2004)
Il giardino delle delizie è un film del 2004 diretto da Lech Majewski, che ne firma regia, sceneggiatura, montaggio, musica e fotografia. La pellicola è ispirata a all'omonimo trittico di Hieronymus Bosch e segna l'inizio della trilogia di Majewski dedicata all'arte, che prosegue con I colori della passione e Onirica - Field of Dogs.
Il giardino delle delizie è tratto da un libro di Majewski stesso: Metaphysics.

## Trama
Claudine è una studiosa d'arte britannica che ha un caso terminale di cancro alla gola. È a Venezia per tenere una conferenza sul trittico Bosch da cui il film prende il nome.
Claudine è accompagnata a Venezia dal suo amante, Chris, ingegnere nautico. Insieme esplorano i canali di Venezia. Chris ha portato la sua videocamera e il pubblico guarda Claudine e Chris uscire, fare l'amore, nuotare, conversare, affittare un appartamento e ricreare le vignette del trittico.